# 두나라
두(杜)는 주나라의 작은 제후국이다. 국성은 기(祁), 작위는 백작이며, 현재의 산시성 시안시 창안구 동남쪽에 위치했다.

## 역사
도당씨(陶唐氏)의 후예로 알려져 왔으며, 주 선왕이 두백(杜伯)을 죽이자 두백의 원혼이 선왕을 활로 쏘았다고 한다. 당두씨(唐杜氏)라고도 하는데, 범 선자가 그의 선조가 주나라의 당두씨였다고 일컫기도 했다. 춘추 시대에는 박국(亳國)의 땅이었으며, 탕씨(蕩氏) 혹은 탕사(蕩社)라고 일컬어졌다. 기원전 687년, 진 무공이 두현(杜縣)을 설치하였다.